# بشملة هنرية
بشملة هنرية (الاسم العلمي:Eriobotrya henryi) هي نوع من النباتات تتبع جنس البشملة من الفصيلة الوردية. تم وصف هذا النوع من النبات علمياً لأول مرة من قبل تاكنوشن ناكاي سنة 1924. سمي هذا النوع نسبةً إلى عالم النبات الاسكتلنداي أوغسطين هنري.